# Korps-Abteilung D
Korps-Abteilung D was een provisorische eenheid van de Duitse Wehrmacht ter grootte van een divisie, die aan het oostfront werd gevormd tijdens de Tweede Wereldoorlog uit de resten van meerdere zwaar aangeslagen infanteriedivisies. De eenheid kwam in actie in Wit-Rusland in 1944, werd grotendeels vernietigd in het Sovjet zomeroffensief, maar werd herbouwd weer ingezet in Litouwen. Op 10 september 1944 werd de Korps-Abteilung weer omgedoopt in een reguliere infanteriedivisie.

## Geschiedenis

### Oprichting
Korps-Abteilung D werd opgericht op 2 november 1943 bij Heeresgruppe Mitte rond Chavusy (oostelijk van Mogilev). De Korps-Abteilung werd georganiseerd als Infanterie-Division neuer Art. De eenheid was samengesteld uit de resten van twee infanteriedivisies, die in de voorafgaande gevechten aan het oostfront zwaar waren aangeslagen. Deze Korps-Abteilung was samengesteld uit de resten van de 56e en 262e Infanteriedivisies. De staf was de voormalige staf was van de 56e Infanteriedivisie. De regimenten werden aangeduid als Divisions-Gruppen (divisiegroepen). De bataljons werden aangeduid als Regimentsgruppen (regimentsgroepen).

### Frontinzet
De Korps-Abteilung D kwam meteen in actie rond Chausy. Het front was hier relatief rustig, maar begin januari 1944 kreeg deze sector te maken met een nevenaanval van het Sovjet Bykhofoffensief. Het Sovjet 10e Leger viel de stad aan, maar de Korps-Abteilung beschikte over een effectieve defensie en kon de aanvallen van vijf Sovjet fuseliersdivisies goed afslaan. De Korps-Abteilung bleef in dit gebied tot eind februari 1944 en werd daarop verplaatst naar het gebied westelijk van Vitebsk, rond Šumilina. Hier kwam de eenheid meteen in het brandpunt van de wintergevechten om deze stad. In maart 1944 werd er hevig gevochten rondom deze stad. Daarna flauwden de gevechten af. De Korps-Abteilung D werd grotendeels vernietigd op de eerste drie dagen van Operatie Bagration, op 22-24 juni 1944 door een sterke aanval van het Sovjet 6e Gardeleger. Slechts resten konden naar het westen ontkomen. Deze trokken terug via Voropaevo, Postavy en Molėtai naar Ukmergė en daarna naar Kaunas.
De Korps-Abteilung D werd opnieuw gevormd op 22 juli 1944 rond Kaunas en kreeg versterkingen toegevoerd. Daarna moest weer uitgeweken worden richting het westen. Maar aan het eind van de eerste week van augustus begon het front tot rust te komen en de Korps-Abteilung kon bij Šakiai een frontlijn opbouwen. Deze sector bleef gedurende de volgende maand behoorlijk stabiel.

### Het einde
De Korps-Abteilung D werd op 10 september 1944 bij Šakiai omgedoopt in 56e Infanteriedivisie. De Divisiegroepen 56 en 262 werden daarbij omgedoopt in resp. Grenadierregiment 171 en 192. Grenadier-Brigade 761 werd Grenadierregiment 234.

## Samenstelling
november 1943
- Staf Korps-Abteilung D (van 56e Infanteriedivisie)
- Grenadierregiment 171 met I./171en II./192
- Grenadierregiment 234 met II./234 en III./234
- Divisionsgruppe 262 uit de staf van Grenadierregiment 482, Regimentsgruppe 462 (II./462) en 482 (I./482)
- Artillerieregiment 156 met Artillerie-Abteilung I./156, II./262, III./156 und IV./156
- Divisions-Füsilier-Bataillon 156
- Panzerjäger-Abteilung 156 (met delen 262)
- Pionier-Bataillon 156 (met delen 262)
- Nachrichten-Abteilung 156
- Feldersatz-Bataillon 156
- Nachschubtruppen 156

juli 1944
- Staf Korps-Abteilung D
- Divisionsgruppe 56 uit de staf van Grenadierregiment 1068, Regimentsgruppe 171 (I./71) en 192 (II./192)
- Divisionsgruppe 262, Regimentsgruppe 462 (II./462) en 482 (I./482)
- Grenadier-Brigade 761 uit de staf van Grenadierregiment 1067, met I./761 (uit III./761) en II./761 (uit II./761)
- Artillerieregiment 156 met Artillerie-Abteilung I./156, II./262, III./156 und IV./156
- Divisions-Füsilier-Bataillon 156 (uit II./Gren.Rgt. 1067)
- Panzerjäger-Abteilung 156
- Pionier-Bataillon 156
- Nachrichten-Abteilung 156
- Feldersatz-Bataillon 156
- Nachschubtruppen 156

## Commandanten
| Rang            | Naam             | Begin            | Eind              |
| --------------- | ---------------- | ---------------- | ----------------- |
| Generalleutnant | Vincenz Müller   | 15 november 1943 | 4 juni 1944       |
| Generalmajor    | Bernhard Pamberg | 19 mei 1944      | 8 juli 1944       |
| Oberst          | Edmund Blaurock  | 15 juli 1944     | 10 september 1944 |

Generalmajor Pamberg was al op 19 mei (m.d.st.F.b.) ("mit der stellvertretende Führung beauftragt") (vrije vertaling: met het plaatsvervangend leiderschap belast).

## Bovenliggende bevelslagen
| Legerkorps       | Leger          | Legergroep         | Plaats/regio | Begin               | Eind                |
| ---------------- | -------------- | ------------------ | ------------ | ------------------- | ------------------- |
| 12e Legerkorps   | 4. Armee       | Heeresgruppe Mitte | Chausy       | 2 november 1943     | 1 december 1943     |
| 41e Pantserkorps | 9. Armee       | Heeresgruppe Mitte | Chausy       | 2 december 1943     | 8 december 1943     |
| 23e Legerkorps   | 9. Armee       | Heeresgruppe Mitte | Chausy       | 8 december 1943     | 15 december 1943    |
| 12e Legerkorps   | 4. Armee       | Heeresgruppe Mitte | Chausy       | 15 december 1943    | 18 januari 1944     |
| 39e Pantserkorps | 4. Armee       | Heeresgruppe Mitte | Chausy       | 18 januari 1944     | eind februari 1944  |
| 9e Legerkorps    | 3. Panzerarmee | Heeresgruppe Mitte | Vitebsk      | eind februari 1944  | maart 1944          |
| 53e Legerkorps   | 3. Panzerarmee | Heeresgruppe Mitte | Vitebsk      | 2e helft maart 1944 | 2e helft maart 1944 |
| 9e Legerkorps    | 3. Panzerarmee | Heeresgruppe Mitte | Vitebsk      | 2e helft maart 1944 | juli 1944           |
| 26e Legerkorps   | 3. Panzerarmee | Heeresgruppe Mitte | Šakiai       | augustus 1944       | 4 september 1944    |
| 26e Legerkorps   | 4. Armee       | Heeresgruppe Mitte | Šakiai       | 4 september 1944    | 10 september 1944   |